# Idaea algirica
Idaea algirica là một loài bướm đêm trong họ Geometridae.